# MACS 1149-JD
MACS 1149-JD (proposta anche come MACS 1149-JD1) è una galassia estremamente distante situata in direzione della costellazione del Leone. Con un redshift di z = 9,6 risulta una delle galassie conosciute più distanti dalla Terra (distanza percorsa dalla luce di 13,2 miliardi di anni luce) e rilevata in un momento in cui aveva 200 milioni di anni e l'Universo solo 500 milioni di anni dal Big Bang; tale periodo corrisponde all'epoca della cosiddetta reionizzazione.
È stata scoperta con l'utilizzo dei telescopi spaziali Hubble e Spitzer grazie all'effetto di lente gravitazionale mediato dall'interposizione di un massiccio ammasso di galassie, il MACS J1149.6+2223. La massa di questa primordiale galassia è stimata in solo l'uno per cento di quello attuale della Via Lattea.
Utilizzando il radiotelescopio ALMA è stato identificato nella galassia ossigeno ionizzato, segno evidente di una formazione stellare precedente alla sua datazione; sempre con ALMA, nel 2022 studiando le lievissime differenze di redshift tra zone differenti della galassia è stato possibile accertarne e calcolare la rotazione, consistente in circa 180.000 chilometri orari, circa 4 volte più lenta della nostra galassia.

## Voci correlate

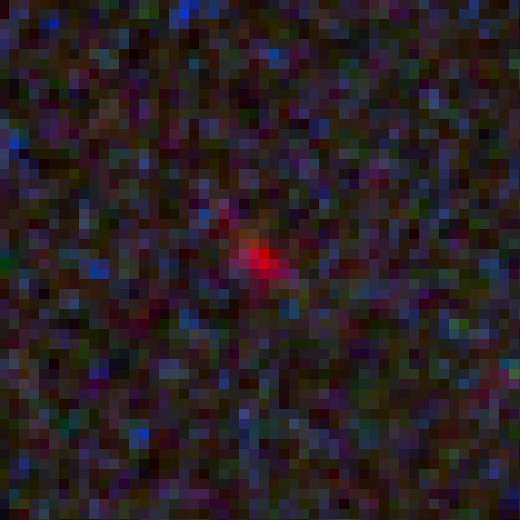
MACS 1149-JD